# 小田大介
小田 大介（おだ だいすけ、1982年9月10日 - ）は、福岡県宮若市出身の高校野球指導者。神村学園高等部社会科教諭。現役時代のポジションは投手。

## 経歴
高校時代は福岡県の東筑紫学園高校でプレー。3年春の九州大会で優勝も甲子園出場はなし。
東都大学野球の亜細亜大学に進学。大学2年生時には全日本大学野球選手権で優勝し、明治神宮野球大会でも優勝した。3年時には全日本大学野球選手権で準優勝した。同期に川本良平、2学年上に木佐貫洋、永川勝浩、小山良男、1学年下に松田宣浩がいた。
2005年、鹿児島県の神村学園高等部でコーチに就任し、2006年からは神村学園リトルシニア（中等部）で監督となる。
2013年からは鹿児島県の神村学園高等部の監督に就任。2014年、2015年、2024年には春の甲子園大会、2017年、2019年、2023年、2024年、2025年には夏の甲子園大会への出場を果たし、2023年夏と2024年夏に鹿児島県勢初の2年連続ベスト4に導く。

## 主な教え子
- 柿澤貴裕（リトルシニア・読売ジャイアンツ）
- 山本卓弥（Honda熊本）
- 羽月隆太郎（広島東洋カープ）
- 渡邉陸（福岡ソフトバンクホークス）
- 桑原秀侍（福岡ソフトバンクホークス）
- 泰勝利（東北楽天ゴールデンイーグルス）